# سوزی اسمن
سوزی اسمن (به انگلیسی: Susie Essman) (زاده ۳۱ می ۱۹۵۵) بازیگر آمریکایی است.

## گزیده فیلم‌شناسی
فهرست برخی از فیلم‌هایی که سوزی اسمن در آنها به ایفای نقش پرداخته است:
- آتشفشان
- حفظ ایمان
- محاصره
- مرد
- تیزپا (صداپیشه)
- قانون‌شکن
- داندی کروکودیل ۲
- زیاد ذوق‌زده نشو (مجموعه تلویزیونی)